# Codul Calimach
Codul Calimach a fost un cod civil al Moldovei, alcătuit de Christian Flechtenmacher și Anania Cuzanos, cu ajutorul lui Andronache Donici, Damaschin Bojincă și al altor juriști, la inițiativa domnitorului Scarlat Callimachi (Calimach), care l-a promulgat în 1817. Acest cod mai este denumit și Codica Țivilă a Moldovei. La promulgare, codul era scris în limba greacă.
Aplicarea lui a devenit mai consecventă abia după 1833, când s-a definitivat, prin traducere, redactarea în limba română a codului, de către Christian Flechtenmacher și Damaschin Bojincă, începută odată cu cea greacă. La alcătuira acestui cod s-a urmărit să se îmbine dreptul local, bazat pe obiceiul pământului, cu dreptul bizantin (bazilicalele sau legiuiriile împărătești), folosindu-se totodată în fapt, ca model principal, codul civil francez de la 1804 și codul civil austriac de la 1811. Păstrând trăsături feudale, el conținea și norme de drept burghez, ceea ce reflecta începuturile descompunerii orânduirii feudale și ale formării în Moldova a relațiilor bazate pe proprietatea privată și pe capital. Codul Calimach a fost aplicat până în 1865, când a intrat în vigoare Codul Civil din 1865.
Codul Calimach, structurat în trei părți și cuprinzând 2032 de articole, consacră răspunderea civilă întemeiată pe vinovăție, indiferent că este intenționată sau nu, dar aduce și unele noutăți reglementând două cazuri de exonerare de răspundere, în cazul nebunului și a pruncului, pentru care, însă, vor fi răspunzători cei care îi au în îngrijire.
Codul avea și prevederi care nu mai sunt tolerabile în zilele noastre, prin caracterul lor discriminatoriu. De exemplu, în ciuda faptului că in cod se condamna robia, considerând-o împotriva firescului drit (drept) al omului, el prevedea totuși că se întărește interdicția căsătoriilor mixte: între oameni liberi și robi nu se încheie căsătorie.

## Reeditări
- Codul Calimach, ediție critică, Editura Academiei RPR, București, 1958